# حورات عمورين
حورات عمورين قرية سورية تتبع ناحية مركز السقيلبية في منطقة السقيلبية في محافظة حماة. بلغ عدد سكانها 3143 نسمة في عام 2004 حسب إحصاء المكتب المركزي للإحصاء.
وهي بلدية يتبع لها عدد من القرى مثل الحوائق، أبو فرج، اللطمة. تقع على ضعاف نهر العاصي.. سميت بالحورات نسبة إلى شجر الحور الذي امتازت به عبر تاريخها، وتبعت بتسميتها تل عمورين الأثري الذي يقع على أقل من 1كم جنوب شرق القرية وعمورين أحد الأسماء الآرامية أو السريالية التي انتهت بالياء والنون مثل تومين، تيزين.. والآراميون شعب من شعوب المنطقة العربية التي عاشت في سورية في الألف الأول قبل ميلاد السيد المسيح وينتمي هذا التل الأثري إلى العصر البرونزي الذي استمر خلال الألف الثاني والثالث قبل ميلاد السيد المسيح.

## النشاط البشري
يعمل السكان في كافة النشاطات وأهمها النشاط الزراعي مثل زراعة القطن والقمح والأشجار المثمرة. وتتوفر في البلدة غالبية الخدمات التعليمية والصحية وغيره.. وخرج منها العديد من الكفاءات المختلفة.

## وصلات خارجية
- الوحدات الإدارية في محافظة حماة نسخة محفوظة 18 أبريل 2019 على موقع واي باك مشين.